# 10'erne
|  | For årtiet i det 21. århundrede, se 2010'erne. |
Århundreder: 1. århundrede f.Kr. – 1. århundrede – 2. århundrede
Årtier: 30'erne f.Kr. 20'erne f.Kr. 10'erne f.Kr. 00'erne f.Kr. 00'erne – 10'erne – 20'erne 30'erne 40'erne 50'erne 60'erne
År: 10 11 12 13 14 15 16 17 18 19